# Hans-Adam II do Liechtenstein
Hans-Adam II do Liechtenstein (nascido Johannes Adam Ferdinand Alois Josef Maria Marko d'Aviano Pius von und zu Liechtenstein, Zurique, Suíça, em 14 de fevereiro de 1945) é o atual príncipe-soberano de Liechtenstein e chefe da Casa de mesmo nome.
Filho mais velho de Francisco José II de Liechtenstein (1906-1989) e de sua esposa, a condessa Georgina de Wilczek (1921-1989), ele detém os títulos de duque de Troppau e Jägerndorff e conde de Rietberga.

## Família, educação e deveres
O príncipe Hans-Adam cresceu com seus quatro irmãos. O Papa Pio XII foi o seu padrinho. Foi educado inicialmente em Vaduz e depois, como seu pai, em Viena.
De 1960 até 1965, estudou em Zuoz, na Suíça, onde obteve seu diploma suíço e seu certificado Abitur alemão. Passou então a trabalhar em um banco, em Londres. A língua mãe de Hans-Adam é o alemão, mas fala fluentemente o inglês, o francês e o italiano.
Em 1969, obteve pela Universidade de São Galo licenciatura em Administração e Economia. No ano seguinte, seu pai, o príncipe Francisco José II, confiou-lhe a administração de todos os bens da família principesca.

## Reinado
Em 1984, Francisco José II apontou-o como seu representante permanente, mas Hans-Adam só se tornou o chefe de Estado de Liechtenstein em 1989, com a morte de seu pai.
Hans-Adam II promoveu uma política externa independente para Liechtenstein, que se tornou, em 1990, país-membro da ONU e, em 1995, da EEA.
Em 15 de agosto de 2004, Hans-Adam II apontou seu filho mais velho, o príncipe herdeiro Aloísio de Liechtenstein, como seu representante permanente, pois dessa forma pode prepará-lo para suceder-lhe ao trono. Nos dias de hoje, embora não oficialmente, Aloísio desempenha os deveres de chefe de Estado do principado, pois seu pai está sempre ocupado administrando a fortuna familiar.

## Patrimônio
O príncipe Hans-Adam II é dono do grupo bancário Liechtenstein Global Trust - LGT, tendo uma fortuna pessoal estimada em mais de £2 bilhões (US$ 3,9 bilhões). Ele também possui uma grande e valiosa coleção de arte, a exemplo da obra "Aluno Pedra" de Michelangelo, a qual é exibida ao público em museus em Vaduz, em Liechtenstein, e em Viena, na Áustria. Em dezembro de 2006, foi relatado que Hans-Adam II era um dos chefes de Estado mais ricos do mundo.
Em 2015, a revista britânica Tatler considerou o príncipe Hans Adams II o soberano com a maior fortuna pessoal, avaliada em 3 300 milhões de euros.

## Poderes
Oficialmente Liechtenstein é uma monarquia constitucional, o príncipe Hans-Adam II é na pratica um monarca absolutista com amplos poderes, adquiridos após um plebiscito realizado em 2003. Hans-Adam II pode dissolver o parlamento, nomear juízes ou vetar os resultados de consultas populares.

## Casamento e filhos
Em 30 de julho de 1967, o príncipe Hans-Adam desposou sua prima, a condessa Marie Kinsky de Wchinitz e Tettau. Tiveram quatro filhos:
- Aloísio de Liechtenstein, em 11 de junho de 1968.
- Maximiliano Nicolau Maria, em 16 de maio de 1969.
- Constantino Ferdinando Maria (15 de março de 1972 - 5 de dezembro de 2023).
- Tatiana, em 10 de abril de 1973.